# Totsukawa
Totsukawa (十津川村?) è un villaggio giapponese della prefettura di Nara.